# Ovčiarsko
Ovčiarsko (maďarsky Juhászi, do roku 1907 Ovcsárszkó) je obec na Slovensku v okrese Žilina. V roce 2011 zde žilo 576 obyvatel. První písemná zmínka o obci pochází z roku 1289. Nachází se na západním okraji Žilinské kotliny.